# Brachyotum rotundifolium
Brachyotum rotundifolium är en tvåhjärtbladig växtart som beskrevs av Célestin Alfred Cogniaux. Brachyotum rotundifolium ingår i släktet Brachyotum och familjen Melastomataceae. IUCN kategoriserar arten globalt som starkt hotad.
Artens utbredningsområde är Ecuador. Inga underarter finns listade i Catalogue of Life.